# Джалилов, Манучехр Насруллоевич
Манучехр Насруллоевич Джалилов (27 сентября 1990) — таджикский футболист, полузащитник клуба «Истиклол» и сборной Таджикистана.

## Клубная карьера
Начинал карьеру в молодёжной команде московского «Локомотива». Затем два года выступал за фарм-клуб этой команды, «Локомотив-2». Джалилов так и не смог пробиться в первую команду и в 2011 году перебрался в «Горняк», где полгода играл за вторую команду. Летом покинул «Горняк» и перешёл в нижнекамский «Нефтехимик». В дебютном сезоне провёл четырнадцать игр и забил 4 гола. Всего в матчах первого и второго дивизиона выходил на поле в составе «Нефтехимика» 84 раза и забил 10 голов.
В 2015 году вернулся на родину, подписав контракт с душанбинским «Истикололом». Двукратный чемпион Таджикистана 2015 и 2016 годов, также в этих сезонах выигрывал звание лучшего бомбардира, забивая по 22 гола.

## Карьера в сборной
Выступал за юношескую сборную Таджикистана, которая сумела пробиться в плей-офф юношеского чемпионата мира 2007 года (до 17 лет). За национальную сборную Таджикистана он дебютировал 2 сентября 2011 года в матче против сборной Узбекистана.

## Достижения
- Обладатель Суперкубка Таджикистана: 2020
- Лучший футболист Таджикистана в 2022 году.